# Seznam fakult Masarykovy univerzity
Toto je seznam fakult Masarykovy univerzity (MU) se sídlem v Brně, seřazených chronologicky podle data jejich založení, což je zároveň jejich oficiální pořadí. V závorce je uvedena používaná zkratka a roky působnosti fakulty.
1. Právnická fakulta (PrF; 1919–1950, 1969–dosud)
2. Lékařská fakulta (LF; 1919–dosud)
3. Přírodovědecká fakulta (PřF; 1919–dosud)
4. Filozofická fakulta (FF; 1919–dosud)
5. Pedagogická fakulta (PdF; 1946–dosud, v letech 1953–1964 nebyla součástí univerzity)
6. Farmaceutická fakulta (FaF; 1952–1960; 2020–dosud)
7. Ekonomicko-správní fakulta (ESF; 1990–dosud)
8. Fakulta informatiky (FI; 1994–dosud)
9. Fakulta sociálních studií (FSS; 1998–dosud)
10. Fakulta sportovních studií (FSpS; 2002–dosud)

V letech 1990–1991 byly součástí Masarykovy univerzity i dvě nově založené fakulty ve Slezsku, které se roku 1991 staly základem nově zřízené Slezské univerzity:
- Filozofická fakulta v Opavě
- Obchodně podnikatelská fakulta v Karviné